# Jacobinia leucothamna
Jacobinia leucothamna là một loài thực vật có hoa trong họ Ô rô. Loài này được Standl. mô tả khoa học đầu tiên năm 1930.